# Teorema de Cayley-Bacharach

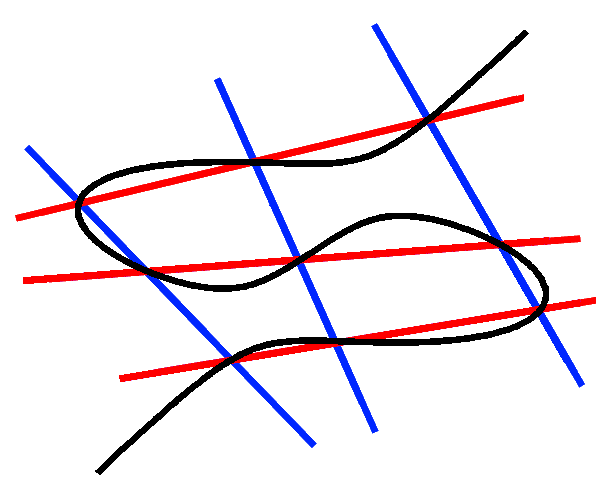
Dos curvas cúbicas planas (el grupo de tres rectas rojas y el grupo de tres rectas azules) se cruzan en nueve puntos. Si una tercera cúbica (color negro) pasa por ocho de estos nueve puntos, necesariamente pasa por el noveno punto.

El teorema de Cayley-Bacharach es un declaración matemática en el campo de la geometría algebraica. Afirma que, en ciertos casos, las curvas algebraicas que atraviesan parte de las intersecciones de otras dos curvas algebraicas, deben contener todas estas intersecciones. En particular, una curva cúbica que pasa a través de ocho de las nueve intersecciones de otras dos cúbicas, también contiene la última intersección. Esta declaración fue formulada y probada por primera vez por Michel Chasles. El teorema generalmente lleva el nombre de Arthur Cayley e Isaak Bacharach, quienes sugirieron o probaron generalizaciones del mismo. 

## Declaración
En la redacción de Chasles, el teorema expresa lo siguiente:
| Teorema de Chasles Si dos curvas cúbicas se cruzan en el plano proyectivo en nueve puntos diferentes, cada curva cúbica que pasa a través de ocho de estos puntos también contiene el noveno. |

Según el teorema de Bézout, 9 es el número máximo posible de diferentes intersecciones, siempre que las dos curvas no tengan un componente común. Sobre un campo algebraicamente cerrado, este número máximo siempre se alcanza si los puntos son todos diferentes. 
Cayley generalizó la proposición. En la versión original, sin embargo, carece de algunas condiciones importantes y su demostración también contenía varias lagunas. Basándose en los trabajos de Alexander von Brill y Max Noether, Bacharach pudo resolver estas deficiencias y presentó una generalización correcta en su conferencia inaugural de 1881. En una publicación posterior, formuló la generalización de la siguiente manera:
| Teorema de Cayley-Bacharach Dos curvas algebraicas de orden {\displaystyle d_{1}} y {\displaystyle d_{2}} se cruzan en {\displaystyle d_{1}d_{2}} puntos diferentes, por lo que cada curva algebraica de orden {\displaystyle k} (con {\displaystyle k\geq d_{1}}, {\displaystyle k\geq d_{2}} y {\displaystyle k\leq d_{1}+d_{2}-3}) pasando por todos los puntos de intersección menos {\displaystyle {d_{1}+d_{2}-k-1 \choose 2}}, también pasará por el resto de los puntos, a menos que estos {\displaystyle {d_{1}+d_{2}-k-1 \choose 2}} puntos pertenezcan a una curva de orden {\displaystyle d_{1}+d_{2}-k-3}. |

Para {\displaystyle d_{1}=d_{2}=k=3} se deduce el teorema de Chasles.

## Demostración
{\displaystyle \Gamma } es un conjunto de puntos en el espacio proyectivo, formando así los polinomios de cierto grado {\displaystyle d} que pasan por todos los puntos de {\displaystyle \Gamma }, que forman un espacio vectorial. La codimensión de este espacio vectorial en el espacio vectorial de todos los polinomios de grado {\displaystyle d}, indica cómo las curvas algebraicas de grado {\displaystyle d} quedan restringidas por la elección de los puntos de {\displaystyle \Gamma }. 
Para los puntos en una posición general, se espera que esta codimensión coincida con el número de puntos, porque cada punto implica una condición lineal en el polinomio. 
El espacio vectorial de todos los polinomios homogéneos de tres variables y de grado {\displaystyle d} tiene la dimensión {\displaystyle {d+2 \choose 2}}. En el caso de las cúbicas, con d=3, la dimensión es 10. Se denomina {\displaystyle \Gamma } al conjunto de nueve intersecciones y {\displaystyle \Gamma '\subset \Gamma } a un subconjunto de 8 elementos, por lo que se espera de {\displaystyle \Gamma '} una codimensión de 8. Pero también para {\displaystyle \Gamma } esto da una codimensión máxima de 8, ya que con los dos polinomios que definen las dos cúbicas dadas, ya hay dos polinomios linealmente independientes que pasan por todos los puntos de {\displaystyle \Gamma }. 
De hecho, se puede demostrar que la codimensión de {\displaystyle \Gamma } y de {\displaystyle \Gamma '} coincide, y así, cada cúbica que pasa por todos los puntos de {\displaystyle \Gamma '}, también pasa a través de todos los puntos de {\displaystyle \Gamma }.

## Aplicaciones

### Teoremas de Pappus y de Pascal

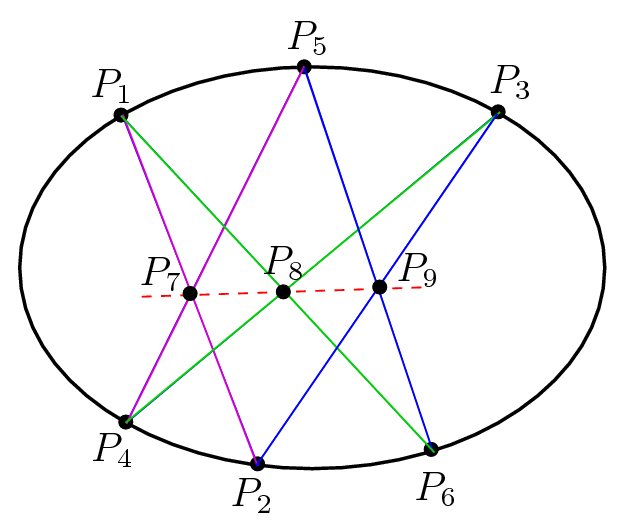
Teorema de Pascal

Tanto el teorema de Pappus como el teorema de Pascal son casos especiales del teorema de Cayley-Bacharach. Sean {\displaystyle P_{1},\dots ,P_{6}} seis puntos en una sección cónica. Formando las seis líneas rectas {\displaystyle P_{1}P_{2}},{\displaystyle P_{3}P_{4}} y {\displaystyle P_{5}P_{6}} por un lado y {\displaystyle P_{2}P_{3}}, {\displaystyle P_{4}P_{5}} y {\displaystyle P_{6}P_{1}} por otro lado, se tienen dos líneas cúbicas que se cruzan en nueve puntos, es decir, en {\displaystyle P_{1},\dots ,P_{6}} así como en los tres puntos de intersección {\displaystyle P_{7}}, {\displaystyle P_{8}} y {\displaystyle P_{9}}. La sección cónica junto con la línea recta que pasa por {\displaystyle P_{7}} y {\displaystyle P_{8}} forman una cúbica que pasa por ocho de los puntos, así que de acuerdo con el teorema de Cayley-Bacharach, también pasa por {\displaystyle P_{9}}. En consecuencia, {\displaystyle P_{7}}, {\displaystyle P_{8}} y {\displaystyle P_{9}} son colineales, de acuerdo precisamente con el teorema de Pascal. El teorema de Pappus también se puede deducir de manera análoga. 

### Operación de grupos en curvas elípticas

Adición de puntos en una curva elíptica

Con la ayuda del teorema de Cayley-Bacharach, es fácil probar la ley asociativa para la adición de curvas elípticas: sean {\displaystyle P}, {\displaystyle Q} y {\displaystyle R} tres puntos en una curva elíptica, y {\displaystyle O} el punto que representa el elemento neutro. Entonces se forman las tres rectas {\displaystyle QR}, {\displaystyle O(P+Q)} y {\displaystyle P(Q+R)} que definen una cúbica, así como las tres líneas rectas {\displaystyle PQ}, {\displaystyle O(Q+R)} y {\displaystyle R(P+Q)}, que dfinen una segunda cúbica. Las intersecciones de estas dos cúbicas son {\displaystyle P}, {\displaystyle Q}, {\displaystyle R}, {\displaystyle O}, {\displaystyle P+Q}, {\displaystyle Q+R}, {\displaystyle -P-Q} (en la recta {\displaystyle O(P+Q)} y {\displaystyle PQ} ) {\displaystyle -Q-R} (en la recta {\displaystyle QR} y {\displaystyle O(Q+R)} ), así como la intersección de {\displaystyle P(Q+R)} y {\displaystyle R(P+Q)}. La curva elíptica contiene los primeros ocho puntos, incluido el último. En consecuencia, 
{\displaystyle -P-(Q+R)=-R-(P+Q)} y así {\displaystyle (P+Q)+R=P+(Q+R)}. 